# هیتوشی اوماتسو
هیتوشی اوماتسو (انگلیسی: Hitoshi Uematsu؛ زادهٔ ۲۱ ژوئن ۱۹۷۴) اسکیت‌باز سرعت اهل ژاپن است.